# Llista de batles d'Artà
| Núm. | Batle                                | Inici del mandat       | Fi del mandat           |
| ---- | ------------------------------------ | ---------------------- | ----------------------- |
| -    | José Sancho Sureda                   | 2 de gener de 1869     | 2 de febrer de 1872     |
| 1    | Antoni Caselles Esteva (1r mandat)   | 30 de desembre de 1899 | 31 de desembre de 1901  |
| 2    | Joan Sancho Sureda                   | 1 de gener de 1902     | 31 de desembre de 1902  |
| -    | Antoni Caselles Esteva (2n mandat)   | 1 de gener de 1903     | 31 de desembre de 1903  |
| 3    | Andreu Sureda Sancho                 | 1 de gener de 1904     | 31 de desembre de 1905  |
| 4    | Guillem Tous Ginard (1r mandat)      | 1 de gener de 1906     | 27 d'agost de 1910      |
| 5    | Pere Morell Oleza (1r mandat)        | 28 d'agost de 1910     | 21 de novembre de 1911  |
| 6    | Joan Sureda Lliteres                 | 22 de novembre de 1911 | 1912?                   |
| -    | Pere Morell Oleza (2n mandat)        | 22 d'abril de 1911?    | 31 de desembre de 1911? |
| 7    | Llorenç Tous Vives (1r mandat)       | 1 de gener de 1912     | 5 de juliol de 1912     |
| 8    | Julià Carrió Muntaner (1r mandat)    | 6 de juliol de 1912    | 4 d'octubre de 1912     |
| -    | Llorenç Tous Vives (2n mandat)       | 5 d'octubre de 1912    | 6 de juny de 1914       |
| -    | Julià Carrió Muntaner (2n mandat)    | 7 de juny de 1914      | 27 de juny de 1914      |
| -    | Llorenç Tous Vives (3r mandat)       | 28 de juny de 1914     | 17 de juliol de 1915    |
| -    | Julià Carrió Muntaner (3r mandat)    | 18 de juliol de 1915   | 8 de setembre de 1915   |
| -    | Llorenç Tous Vives (4t mandat)       | 9 de setembre de 1915  | 31 de desembre de 1915  |
| -    | Guillem Tous Ginard (2n mandat)      | 1 de gener de 1916     | 5 de gener de 1916      |
| 9    | Antoni Cano Garcia (1r mandat)       | 6 de gener de 1916     | 22 de gener de 1916     |
| -    | Guillem Tous Ginard (3r mandat)      | 23 de gener de 1916    | 20 de maig de 1916      |
| 10   | Esteve Espinosa Massanet             | 21 de maig de 1916     | 16 de juny de 1917      |
| 11   | Miquel Payeras Perxana               | 17 de juny de 1917     | 23 de juny de 1917      |
| -    | Antoni Cano Garcia (2n mandat)       | 24 de juny de 1917     | 31 de desembre de 1917  |
| 12   | Bartomeu Esteva Flaquer (1r mandat)  | 1 de gener de 1918     | 14 d'abril de 1919      |
| 13   | Andreu Femenies Caselles (1r mandat) | 15 d'abril de 1919     | 21 d'abril de 1919      |
| 14   | Joan Casselles Caselles (1r mandat)  | 22 d'abril de 1919     | 14 de juny de 1919      |
| -    | Bartomeu Esteva Flaquer (2n mandat)  | 15 de juny de 1919     | 1919?                   |
| -    | Andreu Femenies Caselles (2n mandat) | 1919?                  | 31 de març de 1922      |
| -    | Joan Casselles Caselles (2n mandat)  | 1 d'abril de 1922      | 29 de setembre de 1923  |
| 15   | Guillem Ferragut Orpí                | 30 de setembre de 1923 | 28 de març de 1924      |
| 16   | Francesc Ferrer Rodriguez            | 29 de març de 1924     | 30 de juliol de 1924    |
| 17   | Pere Amorós Amorós                   | 31 de juliol de 1924   | 2 d'agost de 1924       |
| 18   | Miquel Morey Femenies (1r mandat)    | 3 d'agost de 1924      | 25 d'abril de 1925      |
| 19   | Joan Vicens Massanet                 | 26 d'abril de 1925     | 3 de juliol de 1926     |
| 20   | Antoni Massanet Caselles (1r mandat) | 4 de juliol de 1926    | 5 de novembre de 1926   |
| 21   | Josep Sureda i Blanes                | 6 de novembre de 1926  | 14 de febrer de 1927    |
| 22   | Antoni Amorós Ginard (1r mandat)     | 15 de febrer de 1927   | 16 d'abril de 1927      |
| -    | Antoni Cano Garcia (3r mandat)       | 17 d'abril de 1927     | 19 de setembre de 1927  |
| -    | Antoni Massanet Caselles (2n madat)  | 20 de setembre de 1927 | 24 de setembre de 1927  |
| -    | Antoni Amorós Ginard (2n mandat)     | 25 de setembre de 1927 | 24 de gener de 1928     |
| -    | Antoni Cano Garcia (4t mandat)       | 25 de gener de 1928    | 2 de maig de 1928       |
| -    | Antoni Amorós Ginard (3r mandat)     | 3 de maig de 1928      | 20 de gener de 1929     |
| -    | Antoni Cano Garcia (5è mandat)       | 21 de gener de 1929    | 10 de juliol de 1929    |
| -    | Antoni Amorós Ginard (4t mandat)     | 11 de juliol de 1929   | 26 de febrer de 1930    |
| 23   | Mateu Amorós Alzina                  | 27 de febrer de 1930   | 19 de març de 1930      |
| 24   | Joan Oléo Sureda (1r mandat)         | 20 de març de 1930     | 30 de setembre de 1931  |
| 25   | Nicolau Pons Sancho (1r mandat)      | 1 d'octubre de 1931    | 4 de novembre de 1931   |
| 26   | Bartomeu Sancho Coll                 | 5 de novembre de 1931  | 11 de febrer de 1932    |
| 27   | Pere Gil Sureda (1r mandat)          | 12 de febrer de 1932   | 31 d'octubre de 1932    |
| -    | Nicolau Pons Sancho (2n mandat)      | 1 de novembre de 1932  | 12 de novembre de 1932  |
| -    | Pere Gil Sureda (2n mandat)          | 13 de novembre de 1932 | 1 de juliol de 1933     |
| -    | Nicolau Pons Sancho (3r mandat)      | 2 de juliol de 1933    | 2 de setembre de 1933   |
| -    | Pere Gil Sureda (3r mandat)          | 3 de setembre de 1933  | 12 de març de 1936      |
| 28   | Gabriel Garau Casselles              | 13 de març de 1936     | 18 de juliol de 1936    |
| 29   | Gestora                              | 19 de juliol de 1936   | 22 de juliol de 1936    |
| 30   | Antoni Lliteres Sancho               | 23 de juliol de 1936   | 15 d'agost de 1936      |
| -    | Joan Oléo Sureda (2n mandat)         | 16 d'agost de 1936     | 26 d'agost de 1936      |
| 31   | Jordi Fuster Valiente                | 27 d'agost de 1936     | 30 de novembre de 1936  |
| -    | Miquel Morey Femenies (2n mandat)    | 1 de desembre de 1936  | 13 de desembre de 1938  |
| 32   | Bartomeu Flaquer Esteva              | 14 de desembre de 1938 | 16 de setembre de 1946  |
| 33   | Joan Maria Garcia Blanes             | 17 de setembre de 1946 | 18 de setembre de 1946  |
| 34   | Joan Sard Pujadas                    | 19 de setembre de 1946 | 3 d'octubre de 1951     |
| 35   | Joan Amorós Mójer                    | 4 d'octubre de 1951    | 10 d'octubre de 1954    |
| 36   | Antoni Esteva Sullà                  | 11 d'octubre de 1954   | 1 de febrer de 1956     |
| 37   | Miquel Quetglas Quetglas             | 2 de febrer de 1956    | 14 d'abril de 1957      |
| 38   | Joan Moyà Amorós                     | 15 d'abril de 1957     | 12 d'agost de 1957      |
| 39   | Miquel Artigues Gili                 | 13 d'agost de 1957     | 16 de març de 1971      |
| 40   | Miquel Pastor Vaquer                 | 17 de març de 1971     | gener del 1975          |
| 41   | Gabriel Massanet Femenies            | 7 de novembre de 1975  | 18 d'abril de 1979      |
| 42   | Jaume Morey Sureda                   | 19 d'abril de 1979     | 19 de juny de 1987      |
| 43   | Miquel Pastor Tous                   | 20 de juny de 1987     | 17 de juny de 1995      |
| 44   | Montserrat Santandreu Ginard         | 17 de juny de 1995     | 14 de juny de 2003      |
| 45   | Margalida Tous Ferrer                | 14 de juny de 2003     | 1 de juliol de 2004     |
| 46   | Rafel Gili Sastre (1r mandat)        | 9 de juliol de 2004    | 1 de desembre de 2005   |
| 47   | Maria Francisca Servera Pascual      | 1 de desembre de 2005  | 16 de juny de 2007      |
| -    | Rafel Gili Sastre (2n mandat)        | 16 de juny de 2007     | 11 de juny de 2011      |
| 48   | Jaume Alzamora Riera                 | 11 de juny de 2011     | 8 de maig de 2014       |
| 49   | Bartomeu Gili Nadal                  | 8 de maig de 2014      | 27 de maig de 2017      |
| 50   | Manolo Galán Massanet                | 27 de maig de 2017     | en el càrrec            |